# Max Wullschleger

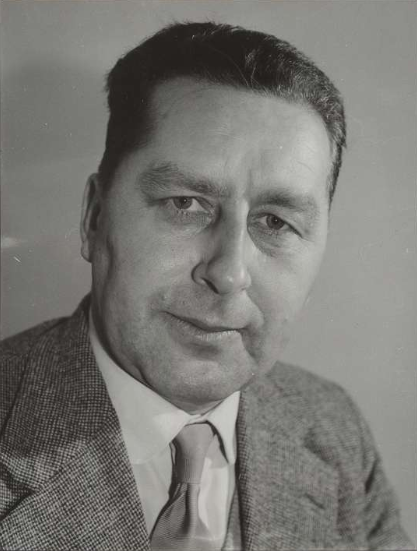
Max Wullschleger (1956?)

Max Wullschleger (geboren am 15. Mai 1910 in Zurzach; gestorben am 7. Januar 2004 in Riehen; heimatberechtigt in Rothrist) war ein Schweizer Politiker (KPS/SP/DSP). Er war von 1956 bis 1976 Regierungsrat des Kantons Basel-Stadt.

## Herkunft, Ausbildung und Einstieg ins Berufsleben
Wullschleger stammte aus einfachen Verhältnissen. Er wuchs in Zurzach auf. Nach der Schulzeit absolvierte er von 1926 bis 1929 eine Berufslehre als Elektromechaniker und Eisendreher bei Brown Boveri in Baden. Als Lehrling kam er in Kontakt mit kommunistischem Gedankengut. Er gründete eine gewerkschaftliche Lehrlingsgruppe, die auf Anregung seines Mentors das Ziel hatte, die reformistischen Kräfte in der Gewerkschaft zu bekämpfen. In den 1930er-Jahren ging er als Student nach Berlin und danach an die Westuniversität in Moskau. Jedoch arbeitete er während seines Aufenthalts in der Sowjetunion auch in Magnitogorsk.
Nach seiner Rückkehr in die Schweiz war Wullschleger zunächst arbeitslos. Er begann darauf eine Laufbahn als politischer Journalist. Zuerst war er unter Walther Bringolf bei der Schaffhauser Arbeiterzeitung tätig. Ab Anfang 1933 arbeitete er für den kommunistischen Basler Vorwärts.

## Politische Anfänge und Bruch mit der KPS

### Karriere in der KPS
Wullschleger wurde 1932 Mitglied des Zentralkomitees der KPS und 1934 Mitglied des Politbüros. 1934 (nach anderen Angaben 1933) wurde er, nachdem er Flugblätter verteilt hatte, wegen «Untergrabung der militärischen Disziplin und Vorbereitung zur Meuterei» im Nachgang der Unruhen von Genf zu einigen Monaten Haft verurteilt, die er 1935 antrat. Ab 1936 wirkte er als Koordinator und Organisator für die freiwilligen Spanienkämpfer, die sich den Internationalen Brigaden anschliessen wollten. 1938 wurde er auch Mitglied des Zentralsekretariats der KPS. Im selben Jahr wurde er zum ersten Mal in den Grossen Rat des Kantons Basel-Stadt gewählt.

### Bruch mit dem Kommunismus und Wechsel zur SP
Zweifel an der Sowjetunion kamen ihm bei einer zweiten Reise und bei einem Aufenthalt in Spanien während des Bürgerkriegs. Nach seiner scharfen Kritik am Molotow-Ribbentrop-Pakt und am sowjetischen Angriff auf Finnland wurde er aus der KPS ausgeschlossen. Er verliess auch den Vorwärts und den Grossen Rat. Nach dem Ausschluss aus der KPS trat Wullschleger 1940 der SP bei. Er kandidierte 1941 erneut für den Grossen Rat, verpasste die Wahl zunächst und konnte 1943 nachrücken.
Am 3. Mai 1945 reichte er eine Interpellation ein, die die Ausweisung aller Nationalsozialisten mit deutscher Staatsbürgerschaft forderte. Obwohl der Grosse Rat den Vorstoss erst am 17. Mai debattierte, begannen die Behörden bereits am 8. Mai, gegen nationalsozialistische Einrichtungen in Basel vorzugehen. In den folgenden Monaten wurden 129 Personen ausgewiesen und 29 Einreisesperren verhängt. Von 1953 bis zu seiner Wahl in den Regierungsrat 1956 war Wullschleger zudem Fraktionspräsident der SP.
1943 wurde er zudem Redaktor bei der sozialdemokratischen Basler Arbeiterzeitung (AZ). Von 1944 bis 1956 war er deren Chefredaktor. In seinen Beiträgen für die AZ trat er vehement gegen den Stalinismus ein.

## Tätigkeit als Regierungsrat
1956 stellte die SP Basel-Stadt Wullschleger als Kandidaten für die Nachfolge von Regierungsrat Fritz Ebi auf. Nach seiner Wahl übernahm er das Baudepartement, das er bis zu seinem Rücktritt 1976 behielt. Seine Amtszeit fiel in den Bauboom der Hochkonjunktur, in der der Kanton so viele Bauvorhaben durchführte wie nie zuvor. Unter seiner Ägide baute der Kanton Basel-Stadt Abschnitte des Nationalstrassennetzes, für das Wullschleger die «Innere Osttangente» mit der Schwarzwaldbrücke lancierte, den unvollendet gebliebenen Cityring mit dem Nauen-Tunnel, den Heuwaage-Viadukt und die Sanierung der Johanniterbrücke sowie zahlreiche Hochbauten wie die Kehrichtverbrennungsanlage (inklusive Ausbau des Fernwärmenetzes), zahlreiche Schulhäuser, den Neubau der Universitätsbibliothek, das Biozentrum der Universität, die St. Jakobshalle und den Neubau des Theaters. Das Baudepartement wuchs angesichts der zahlreichen Bauprojekte stark. Der Aufwand stieg von zwölf auf 200 Millionen Franken und die Zahl der Mitarbeiter auf über 1000. Wullschleger galt aufgrund der starken Bautätigkeit als «Zubetonierer», lancierte allerdings auch bereits 1959 einen Grünzonenplan.
Während seiner Zeit als Regierungsrat blieb Wullschleger auch der Arbeiterzeitung verbunden. Zwar stauchte er 1973 den damaligen AZ-Chefredaktor Helmut Hubacher zusammen, weil dieser es gewagt hatte, einen kritischen Artikel von Andreas Gerwig zum Ausbau des Bürgerspitals zu drucken. Er intervenierte 1973 allerdings auch, um das Überleben der Zeitung zu sichern.

## Nach dem Rücktritt

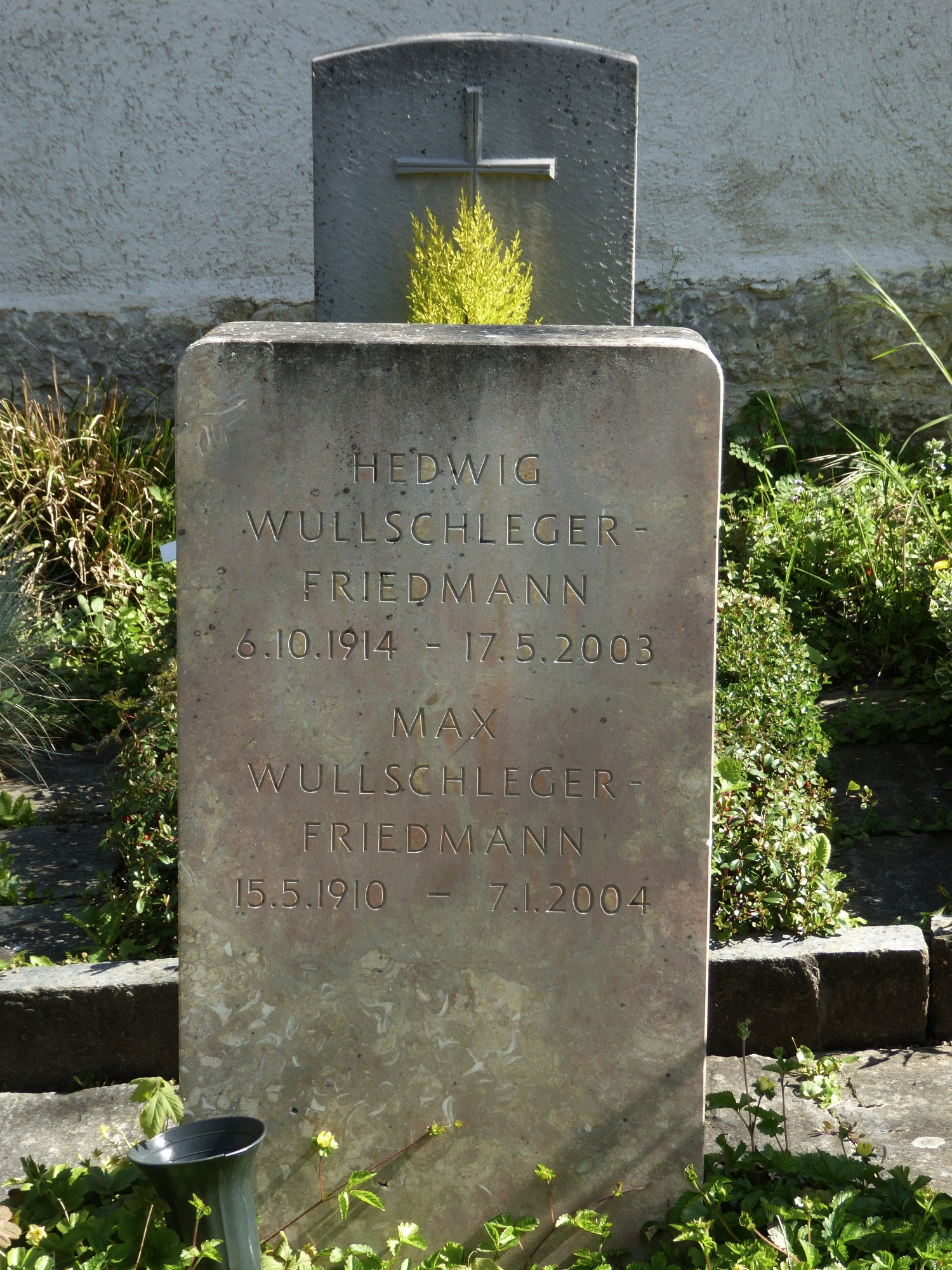
Grab, Friedhof Bettingen

Mit den Entwicklungen der politischen Linken im Zuge der Jugendbewegungen von 1968 und 1980 bekundete Wullschleger Mühe. So warnte er etwa vor einer Zusammenarbeit der SP mit der Neuen Linken. Nachdem sich aufgrund der Kritik an SP-Polizeidirektor Karl Schnyder aus der eigenen Partei der rechte Flügel der Basler SP abspaltete und die Demokratisch-Soziale Partei (DSP) formierte, schloss sich Wullschleger der neuen Gruppierung an. Auch für ihn spielte Kritik aus der eigenen Partei eine Rolle, beispielsweise das auch nach seinem Ausscheiden aus dem Regierungsrat immer häufiger geäusserte Missfallen an seinem Bauprogramm. An den Jugendbewegungen störte ihn auch die Wiederentdeckung von Marx und Lenin, von denen er sich losgesagt hatte.

## Privatleben
Wullschleger heiratete 1933 Maria Anna Schwenniger, die ebenfalls politisch aktiv war. 1937 bekamen sie einen Sohn. Im selben Jahr trennten sie sich. Schwenniger blieb nach 1939 in der KPS, in deren Leitung sie auch war. Geschieden wurde das Ehepaar 1940.
Max Wullschleger heiratete 1941 Hedwig, geborene Friedmann (1914–2003). Mit ihr hatte er vier Töchter. Seine letzte Ruhestätte fand er auf dem Friedhof in Bettingen.

## Schriften
- Max Wullschleger: Vom Revoluzzer zum Regierungsrat; Zeuge einer bewegten Zeit. Friedrich Reinhardt Verlag, Basel 1989, ISBN 3-7245-0684-8.